# Typophyllum praeruptum
Typophyllum praeruptum är en insektsart som beskrevs av Vignon 1926. Typophyllum praeruptum ingår i släktet Typophyllum och familjen vårtbitare. Inga underarter finns listade i Catalogue of Life.